# Rhipidoglossum
Rhipidoglossum is een geslacht uit de orchideeënfamilie (Orchidaceae). De soorten uit het geslacht komen voor in tropisch en zuidelijk Afrika.

## Soorten
- Rhipidoglossum adoxum (F.N.Rasm.) Senghas
- Rhipidoglossum arbonnieri (Geerinck) Eb.Fisch., Killmann, J.-P.Lebel & Delep.
- Rhipidoglossum bilobatum (Summerh.) Szlach. & Olszewski
- Rhipidoglossum brachyceras (Summerh.) Farminhão & Stévart
- Rhipidoglossum brevifolium Summerh.
- Rhipidoglossum burttii (Summerh.) Summerh.
- Rhipidoglossum caffrum (Bolus) Farminhão & Stévart
- Rhipidoglossum candidum (P.J.Cribb) Senghas
- Rhipidoglossum clavatum (P.J.Cribb) Farminhão & Stévart
- Rhipidoglossum confusum (P.J.Cribb) Farminhão & Stévart
- Rhipidoglossum cuneatum (Summerh.) Garay
- Rhipidoglossum curvatum (Rolfe) Garay
- Rhipidoglossum delepierreanum (J.-P.Lebel & Geerinck) Eb.Fisch., Killmann, J.-P.Lebel & Delep.
- Rhipidoglossum densiflorum Summerh.
- Rhipidoglossum eggelingii (Summerh.) Farminhão & Stévart
- Rhipidoglossum globulare (P.J.Cribb) Farminhão & Stévart
- Rhipidoglossum globulosocalcaratum (De Wild.) Summerh.
- Rhipidoglossum kamerunense (Schltr.) Garay
- Rhipidoglossum laticalcar (J.B.Hall) Senghas
- Rhipidoglossum laxiflorum Summerh.
- Rhipidoglossum leedalii (P.J.Cribb) Farminhão & Stévart
- Rhipidoglossum longicalcar Summerh.
- Rhipidoglossum lucieae Farminhão & P.J.Cribb
- Rhipidoglossum magnicalcar Szlach. & Olszewski
- Rhipidoglossum melianthum (P.J.Cribb) Senghas
- Rhipidoglossum microphyllum Summerh.
- Rhipidoglossum mildbraedii (Kraenzl.) Garay
- Rhipidoglossum millarii (Bolus) Farminhão & Stévart
- Rhipidoglossum montanum (Piers) Senghas
- Rhipidoglossum montealenense Descourv., Stévart & P.J.Cribb
- Rhipidoglossum obanense (Rendle) Summerh.
- Rhipidoglossum ochyrae Szlach. & Olszewski
- Rhipidoglossum orientalis (Mansf.) Szlach. & Olszewski
- Rhipidoglossum ovale (Summerh.) Garay
- Rhipidoglossum oxycentron (P.J.Cribb) Senghas
- Rhipidoglossum paucifolium D.Johanss.
- Rhipidoglossum pendulum (la Croix & P.J.Cribb) Farminhão & Stévart
- Rhipidoglossum philatelicum Farminhão & P.J.Cribb
- Rhipidoglossum polyanthum (Kraenzl.) Szlach. & Olszewski
- Rhipidoglossum polydactylum (Kraenzl.) Garay
- Rhipidoglossum pulchellum (Summerh.) Garay
- Rhipidoglossum pusillum (Summerh.) Farminhão & Stévart
- Rhipidoglossum rutilum (Rchb.f.) Schltr.
- Rhipidoglossum schimperianum (A.Rich.) Garay
- Rhipidoglossum stellatum (P.J.Cribb) Szlach. & Olszewski
- Rhipidoglossum stolzii (Schltr.) Garay
- Rhipidoglossum subsimplex (Summerh.) Garay
- Rhipidoglossum tanneri (P.J.Cribb) Senghas
- Rhipidoglossum tenuicalcar (Summerh.) Garay
- Rhipidoglossum thomense (la Croix & P.J.Cribb) Farminhão & Stévart
- Rhipidoglossum ugandense (Rendle) Garay
- Rhipidoglossum xanthopollinium (Rchb.f.) Schltr.